# Танака Маркус Туліо
Маркус Туліо Танака (яп. 田中 マルクス 闘莉王, нар. 24 квітня 1981, Палмейра-д'Уесті) — японський футболіст, захисник «Нагоя Грампус».

## Клубна кар'єра
Народився 24 квітня 1981 року в місті Палмейра-д'Уесті, штат Сан-Паулу, Бразилія в родині японця та італійки. У 15 років вирушив до Японії в Вищу школу «Сібуя Макухарі», де і почав займатись футболом.
У дорослому футболі дебютував 2001 року виступами за команду «Санфрече Хіросіма», в якій провів два сезони, взявши участь у 39 матчах чемпіонату.
Протягом 2003 року на правах оренди захищав кольори клубу «Міто Холліхок» з другого за рівнем дивізіону Японії.
Своєю грою Танака привернув увагу представників тренерського штабу клубу «Урава Ред Даймондс», до складу якого приєднався 2004 року. Відіграв за команду з міста Сайтама наступні шість сезонів своєї ігрової кар'єри. Більшість часу, проведеного у складі «Урава Ред Даймондс», був основним гравцем захисту команди. За цей час виборов титул чемпіона Японії, двічі ставав володарем Кубка Японії та по одному разу Суперкубок Японії та азійську Лігу чемпіонів.
На початку 2010 року перейшов в «Нагоя Грампус», з якою в першому ж сезоні став чемпіоном Японії, а 2011 року виграв і національний суперкубок..

## Виступи за збірні
10 жовтня 2003 року Туліо отримав японське громадянство, що дозволило йому грати за збірні Японії. 
2004 року захищав кольори олімпійської збірної Японії, був учасником футбольного турніру на Олімпійських іграх 2004 року в Афінах, на якому зіграв в усіх трьох матчах, а збірна не змогла подолати груповий етап.
9 серпня 2006 року дебютував в офіційних матчах у складі національної збірної Японії в товариській грі проти збірної Тринідаду і Тобаго.
У складі збірної був учасником чемпіонату світу 2010 року у ПАР, на якому зіграв в усіх чотирьох матчах, допомігши збірній вийти з групи.
Протягом кар'єри у національній команді, яка тривала 5 років, провів у формі головної команди країни 43 матчі, забивши 8 голів.

## Статистика
Статистика виступів у національній збірній.
| Збірна Японії | Збірна Японії | Збірна Японії |
| Роки          | Ігри          | голи          |
| ------------- | ------------- | ------------- |
| 2006          | 5             | 1             |
| 2007          | 4             | 1             |
| 2008          | 10            | 2             |
| 2009          | 13            | 2             |
| 2010          | 11            | 2             |
| Усього        | 43            | 8             |

## Титули і досягнення

### Командні
- Переможець Ліги чемпіонів АФК (1):

«Урава Ред Даймондс»: 2007
- Чемпіон Японії (2):

«Урава Ред Даймондс»: 2006
«Нагоя Грампус»: 2010
- Володар Кубка Імператора Японії (2):

«Урава Ред Даймондс»: 2005, 2006
- Володар Суперкубка Японії (2):

«Урава Ред Даймондс»: 2006
«Нагоя Грампус»: 2011

### Особисті
- Футболіст року в Японії: 2006
- В списку символічної збірної чемпіонату Японії (9): 2004, 2005, 2006, 2007, 2008, 2009, 2010, 2011, 2012